# Taba Tembilang
Taba Tembilang is een bestuurslaag in het regentschap Bengkulu Utara van de provincie Bengkulu, Indonesië. Taba Tembilang telt 2557 inwoners (volkstelling 2010).